# Emperadriu He
En aquest nom xinès, el cognom és He.
Emperadriu He (? - 189), nom personal desconegut, formalment coneguda com l'Emperadriu Lingsi (靈思皇后; literalment: l'"emperadriu descurada i barrinant") va ser una emperadriu del període de la Dinastia Han Oriental. En va ser la segona esposa de l'Emperador Ling. Juntament amb el seu germà He Jin, ella com a emperadriu vídua va ser capaç temporalment de controlar el poder de la cort imperial després de la mort de l'emperador Ling en el 189.
A diferència de la majoria de les emperadrius de la Dinastia Han, l'Emperadriu He no era d'una família noble; més aviat, el seu pare He Zhen (何真) era un carnisser de Nanyang (南陽, avui en dia Nanyang, Henan). La seva mare es deia Xing (興). No se sap quan va ser seleccionada com a consort imperial. Segons les llegendes, va ser triada per ser una consort imperial després que la seva família va pagar suborns als eunucs encarregats de seleccionar a les consorts imperials. Es diu que era molt més alta que les dones d'aquell temps i molt bonica. En el 176, va donar llum al fill major supervivent de l'Emperador Ling, Liu Bian. (l'Emperador Ling tingué fills anteriors, que, això no obstant, tots moriren en la infantesa.) Sobre la base de costums de l'època, amb la finalitat que el príncep Bian evités el destí dels seus germans grans, se li va confiar al màgic Shi Zimiao (史子眇) i conegut pel títol prudent de "Marquès de Shi." En el 180, l'Emperador Ling feu emperadriu a la Consort He per reemplaçar a la seva primera esposa l'Emperadriu Song, que havia estat deposada en el 171.
Com a emperadriu, l'Emperadriu He es deia de ser molt afavorida per l'Emperador Ling. Ella també va ser descrita com molt gelosa i cruel, i totes les consorts imperials la temien. Després que es convertí en emperadriu, sa mare la Dama Xing va ser creada com la Dama de Wuyang, i els seus germans He Jin i He Miao (何苗) començaren a ascendir rangs ràpidament.
En el 181, una concubina de l'Emperador Ling, la Consort Wang, donà llum a un fill anomenat Liu Xie. La gelosa Emperadriu He assassinà a la concubina enverinant les seves farinetes d'arròs. L'Emperador Ling es va enfurismar i va voler deposar-la, però els eunucs es van advocar en favor seu, i ella no va ser deposada. El Príncep Xie va ser criat personalment per la mare de l'Emperador Ling, l'Emperadriu Vídua Dong, i va ser conegut pel títol circumspecte del "Marquès Dong."